# 傅村街道
傅村镇，是中华人民共和国山東省济宁市微山县下辖的一个乡镇级行政单位。

## 行政区划
傅村镇下辖以下地区：
闫庄村、郭庄村、郑庄村、蔡庄村、李庄村、邹庄村、程庄村、薛庄村、张东村、张西村、前寨村、南村、东村、西村、三尖寨村、小三口村、后寨村、小李庄村、斜庙村、前傅村、大傅村、后傅村、朱杭村、马集村、刘村、马庄村、宋寺村、周庄村、杨路口村、西汇子村、东汇子村、邵庄村、班村、朱楼村、卓庙村、凡村、程元村、宋李庄村、肖口村、陈湾村、前邵集村、后邵集村、高庄村、大卜湾村、小卜湾村、苏村、杨村、郭坊村和新张庄村。

## 人口
2010年中国第六次人口普查时，傅村镇共有人口41049人。共有家庭12168户，平均每户3.26人。14岁以下的少年儿童共6606人，占总人口16.09%；15-64岁人口共30983人，占总人口75.47%；65岁及以上的老年人共3460人，占总人口的8.428%。男性共计21482人，占总人口52.33%；女性共计19567，占总人口47.66%。本地居住的人口中，拥有本地户籍的人口为39213人，占95.52%。